# Circondario di Coesfeld
Il circondario di Coesfeld è un circondario facente parte dello stato della Renania Settentrionale-Vestfalia, a ovest della città di Münster, non lontano dal confine con i Paesi Bassi.
Il circondario è collocato all'interno del Münsterland, un'area prevalentemente agricola.

## Storia
Durante il Medioevo l'area corrispondente al circondario di Coesfeld era sottoposta alla giurisdizione della diocesi di Münster. A partire dal 1816, entrò a far parte del regno di Prussia, nella provincia di Vestfalia, e fino al 1975 fu separata in due circondari distinti, Coesfeld e Lüdinghausen.

## Città e comuni
Fanno parte del circondario undici comuni di cui cinque portano il titolo di Città (Stadt). Due delle cinque città portano il titolo di Media città di circondario (Mittlere kreisangehörige Stadt).
| Città 1. Billerbeck (11 525) 2. Coesfeld, Media città di circondario (36 382) 3. Dülmen, Media città di circondario (46 877) 4. Lüdinghausen (24 847) 5. Olfen (13 040) | Comuni 1. Ascheberg (15 602) 2. Havixbeck (11 940) 3. Nordkirchen (10 166) 4. Nottuln (19 672) 5. Rosendahl (10 806) 6. Senden (20 495) |